# 74 a. C.
El año 74 a. C. fue un año del calendario romano prejuliano. En el Imperio romano, fue conocido como el año 680 Ab Urbe condita.

## Acontecimientos

### Roma
- Nicomedes IV, último rey de Bitinia lega su reino al Senado Romano a su muerte (75-74 a. C.).
- Comienza la tercera guerra mitridática: Las fuerzas romanas bajo Lucio Lúculo derrotan a las fuerzas de Mitrídates VI del Ponto en la Batalla de Cícico.
- Quinto Opimio es perseguido por hacer sobrepasado su autoridad, y arruinado por una condena.
- Cirene se convierte en provincia romana.

### Hispania
- Es fundada la ciudad de Pamplona por el general Cneo Pompeyo Magno (Navarra - España)
- Pompeyo, procónsul de Hispania Citerior combate en el valle del Duero, mientras que Q. Cecilio Metelo Pío, de la Ulterior, lucha en Celtiberia.[1]